# Malal Ndiaye
Malal Ndiaye (ur. 12 stycznia 1977) – senegalski zapaśnik walczący w stylu wolnym. Olimpijczyk z Londynu 2012, gdzie zajął czternaste miejsce w kategorii 120 kg.
Dwukrotny medalista mistrzostw Afryki w 2011 - 2012 roku.